# Juventae Chasma
Juventae Chasma é um enorme cânion em caixa (250 km × 100 km) em Marte que se abre em direção ao norte e forma o canal de escoamento Maja Valles.
Juventae Chasma se localiza a norte de Valles Marineris e corta por mais de 5 km pelas planícies de Lunae Planum. O leito de Juventae Chasma é parcialmente coberto por dunas de areia. Há ainda uma montanha de 2.5 km de altura no interior de Juventae, com extensão de 59 km 23 km de largura, cuja composição de depósitos de enxofre foi confirmada pela Mars Express.  A MRO também descobriu sulfatos hidratados e óxidos ferrosos em Juventae Chasma.

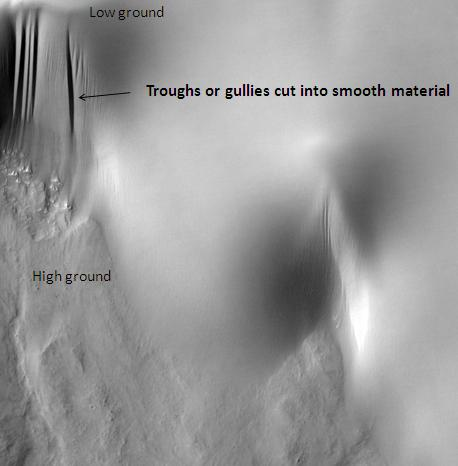
Trincheiras de Juventae Chasma, vistas pela HiRISE.
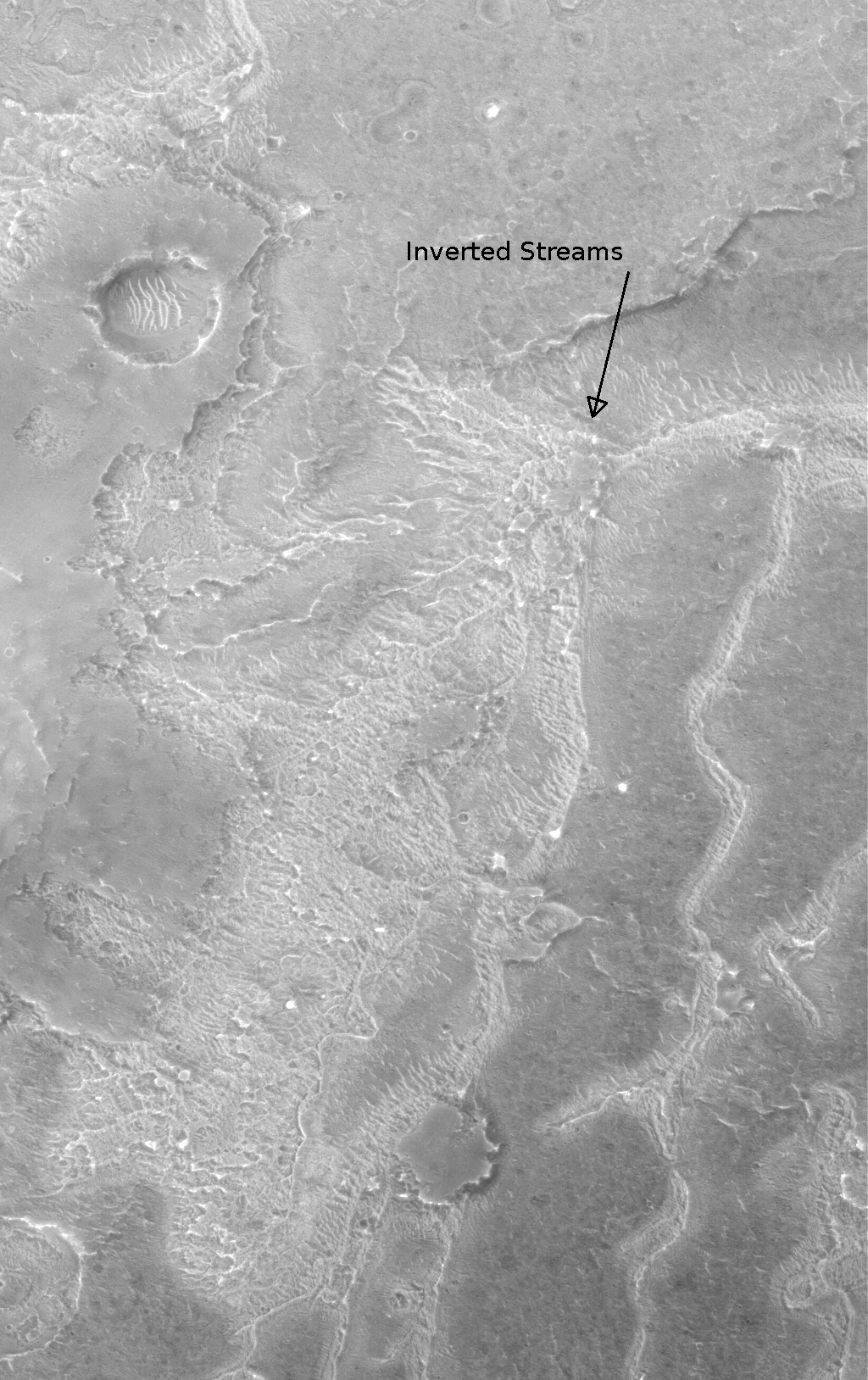
Canais invertidos próximo a Juventae Chasma, vistos pela Mars Global Surveyor.  Estes canais se iniciam no topo de um tergo e então se mesclam no desfiladeiro.
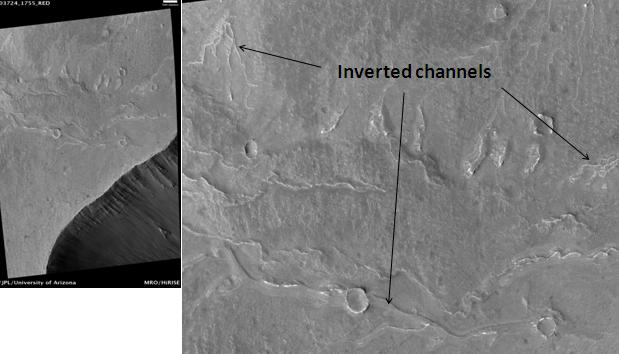
Canais invertidos próximo a Juventae Chasma, vistos pela HiRISE.  Estes canais foram outrora córregos regulares. A escala é de 1:500 m.
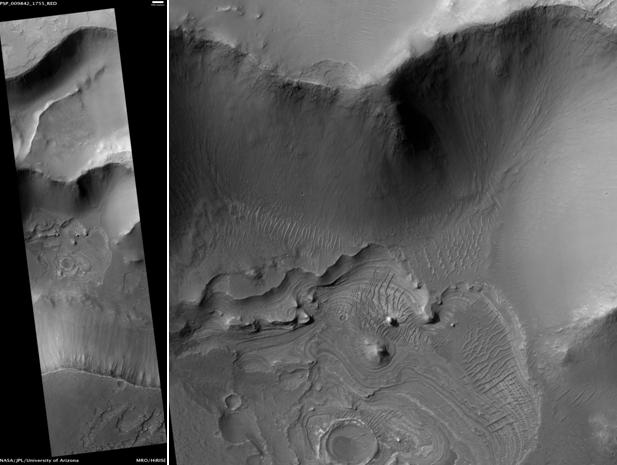
Camadas a oeste de Juventae Chasma, vistas pela HiRISE. A escala é de 1:500 m.
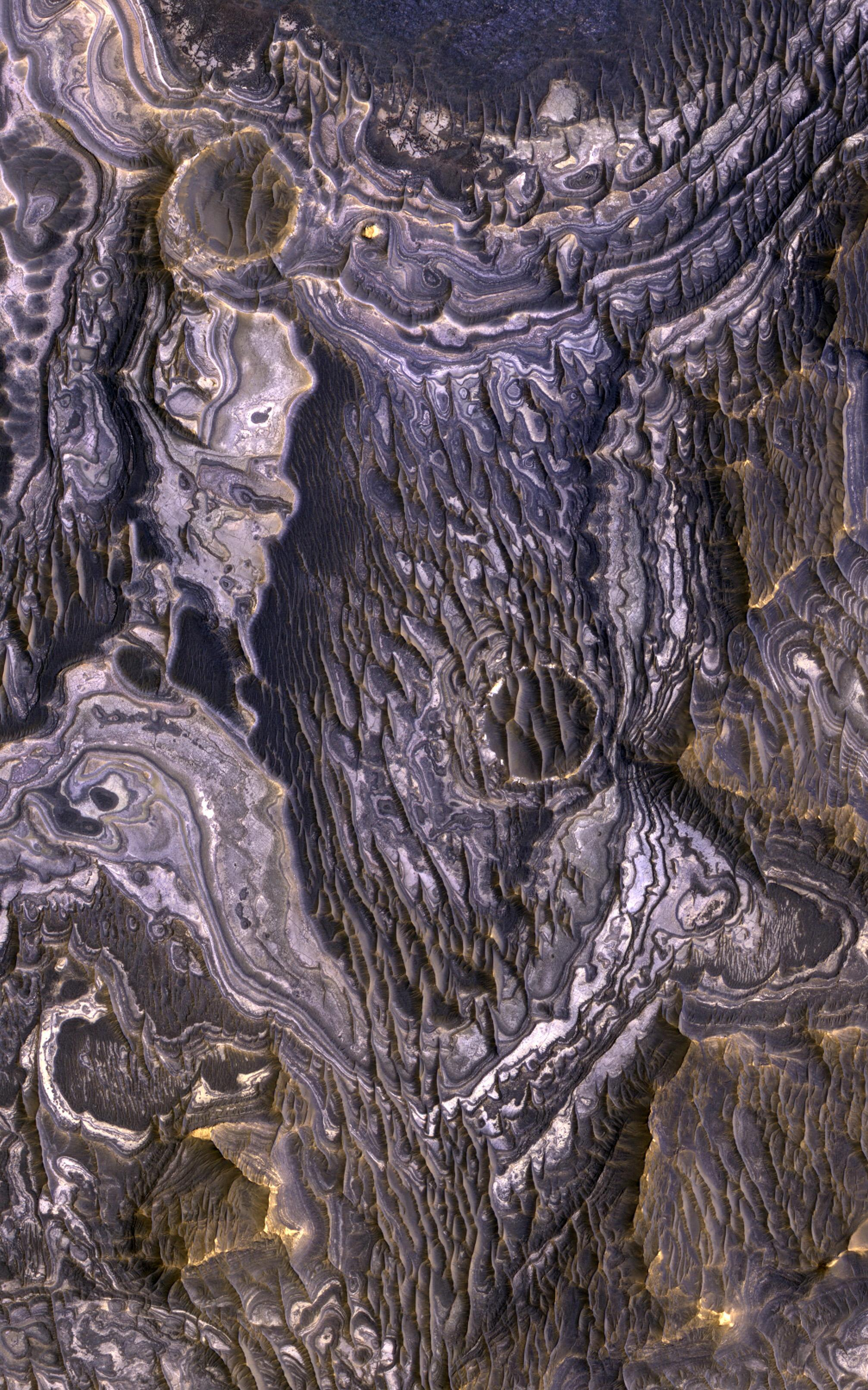
Platô próximo a Juventae Chasma.